# Lord of the Dance
Lord of the Dance is een wereldberoemde Ierse dansshow, opgestart in 1996 door Michael Flatley. Hij is de choreograaf achter Riverdance. Lord of the Dance ging in wereldpremière op 2 juli 1996 in het Point Theatre in de Ierse hoofdstad Dublin. De muziek is geschreven door Ronan Hardiman.
Leaddansers van die avond waren: Michael Flatley, Bernadette Flynn, Daire Nolan en Gillian Norris. Bernadette Flynn maakt anno 2007 nog steeds deel uit van de Lord of the Dance troupe die door Europa op tournee is. Dat is Troupe 1. Troupe 2 doet tournees door de Verenigde Staten en Canada. Michael Flatley doet op de achtergrond nog steeds veel voor de troupes, en komt ook geregeld naar de troupes toe, soms samen met zijn rechterhand Marie Duffy. 
Máiréad Nesbitt speelde als violist in deze show.